# Артипелаг
Артипелаг (швед. Artipelag) — частная художественная галерея, расположенная на Стокгольмском архипелаге в коммуне Вермдё (лен Стокгольм, Швеция). Название музея — это игра слов со шведским словом «arkipelag», означающим «архипелаг» и английским «art», означающим «искусство».

## История
Галерея основана шведским предпринимателем Бьёрном Якобсоном, основавшим в 1961 году шведскую компанию по производству товаров для младенцев Babybjörn, и его женой Лиллемор Якобсон. Материнская компания Lillemor Design предоставила финансирование для строительства (около 69 млн долларов).
В 2005 году в план коммуны Вермдё на острове Холлудден были внесены изменения, позволяющие построить художественную галерею на участке площадью 22 га. Комплекс включал художественную галерею и жилой дом. Йохан Нюрен из архитектурного бюро Nyréns Arkitektkontor спроектировал двухэтажное здание с выставочной площадью 5 тыс. м², что примерно соответствует площади Музея современного искусства в Стокгольме. Бенгт Ислинг и Даниэль Эрикссон из архитектурного бюро Nyréns Arkitektkontor разработали ландшафтную архитектуру. Архитектором интерьера выступила компания Sandellsandberg. Строительство началось зимой 2009/10 года. Художественная галерея открылась 3 июня 2012 года выставкой «Душа места».
В 2017 году Артипелаг получил Большую туристическую премию.
В числе известных выставок, проведённых галереей — работы американского фотографа Уильяма Вегмана и немецкого фотографа Кандиды Хёфер. Художественный руководитель Артипелага — Бо Нильссон.

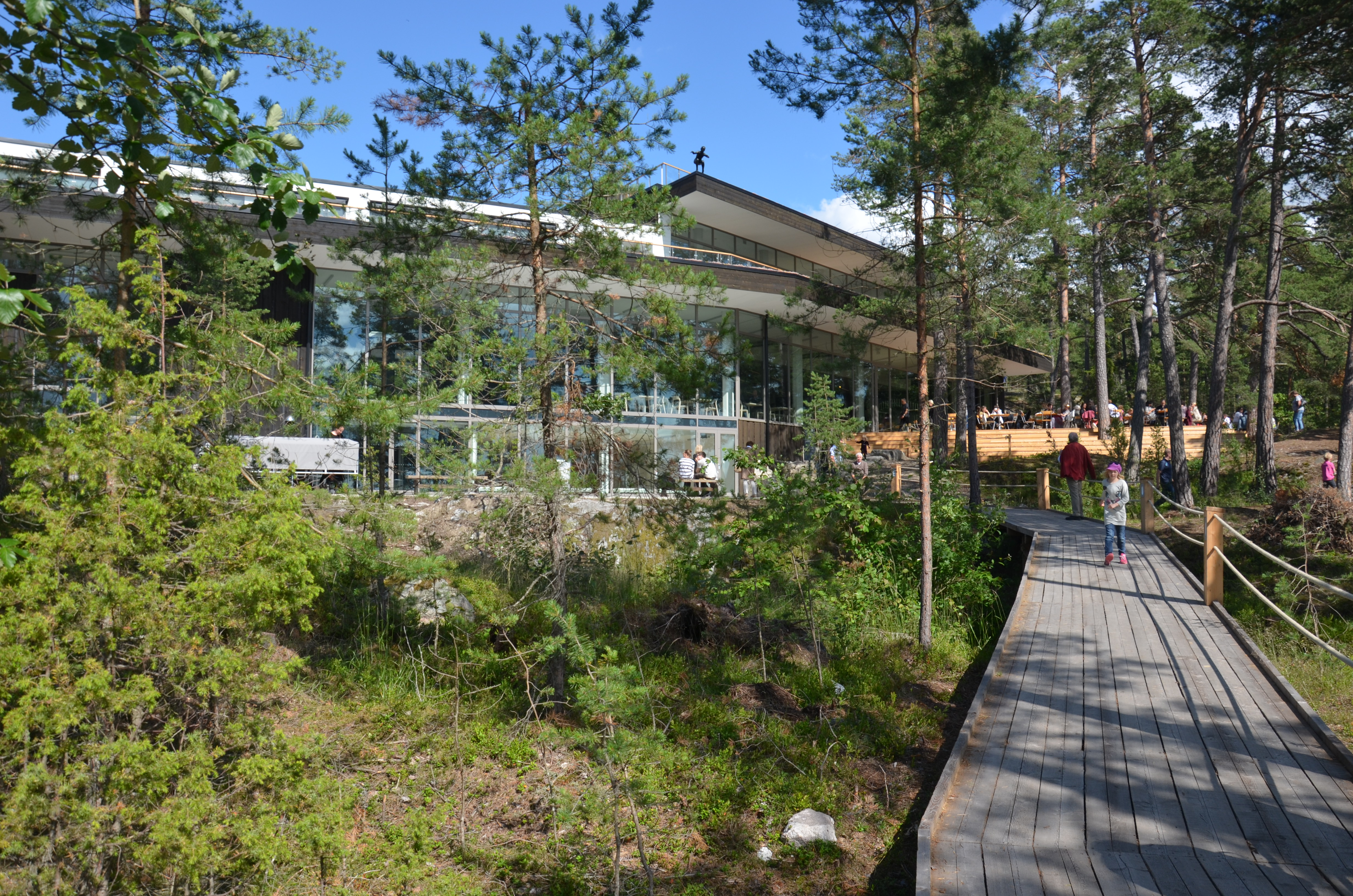
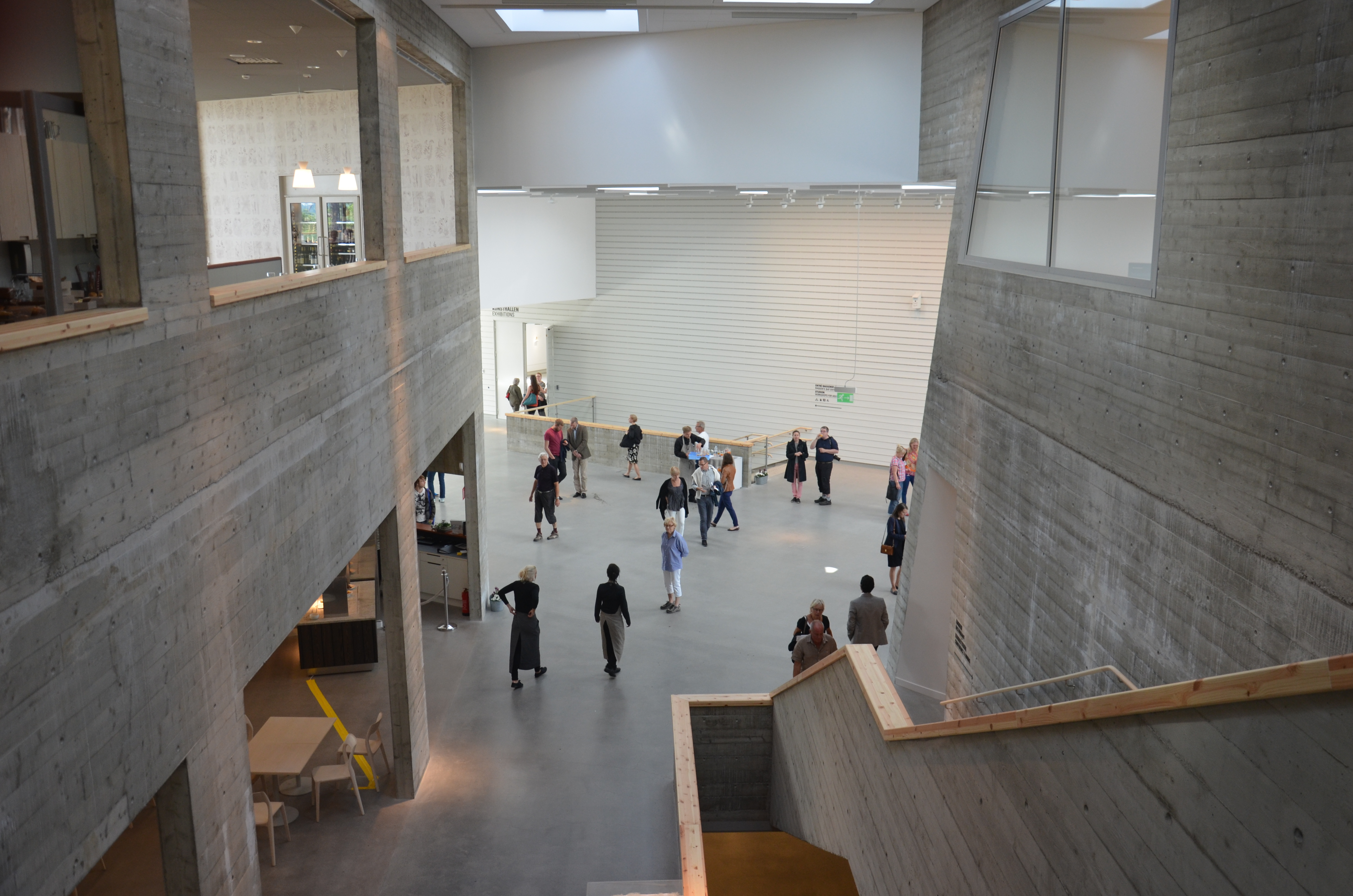
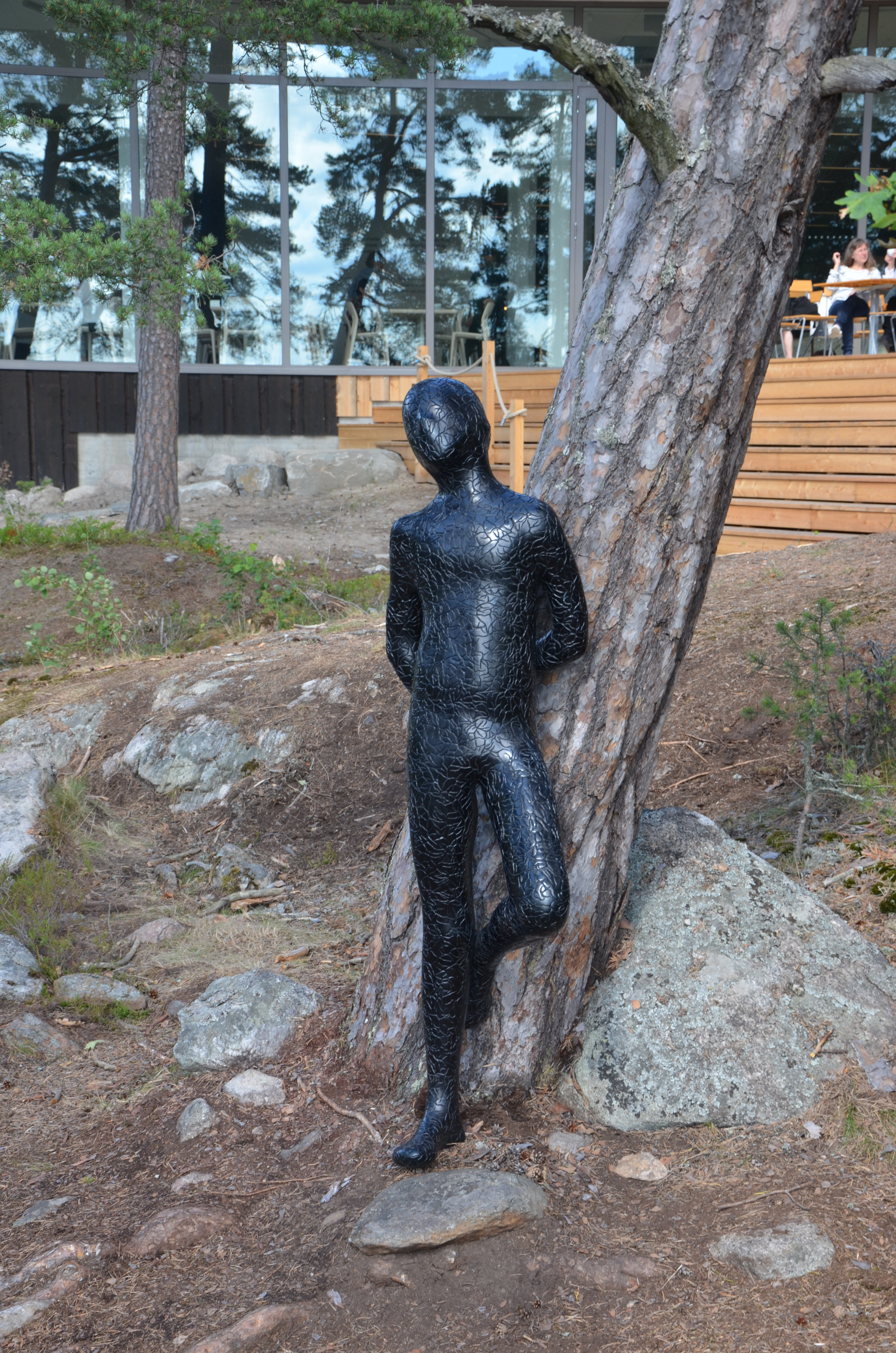
«Наклонённая фигура», Мария Мизенбергер (чёрная бронза)
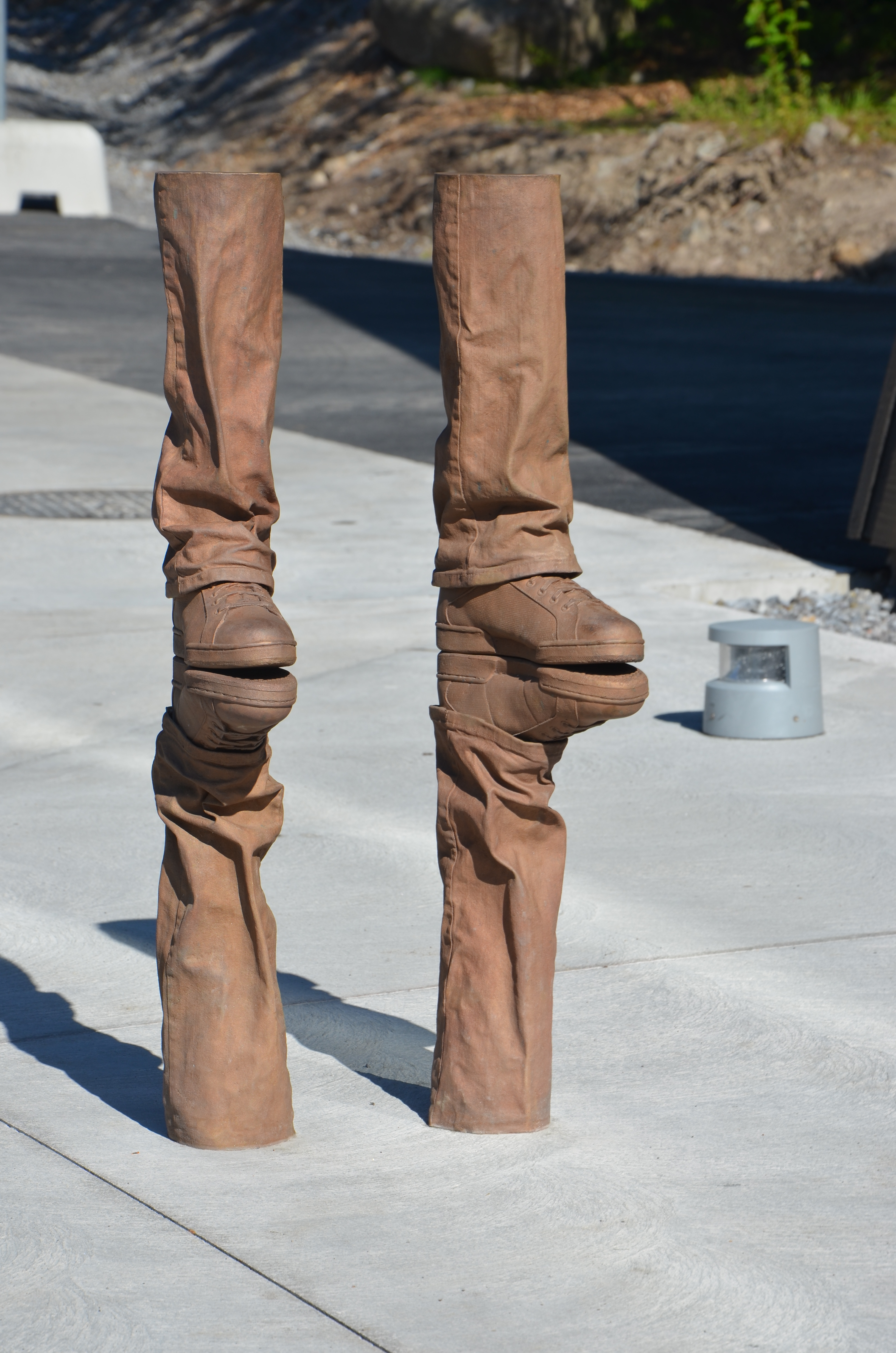
«Ноги»,  Сирус Намази

## Парк на набережной
На территории комплекса в Холлуддене расположена набережная протяжённостью 1 км с деревянными мостками из лиственницы, которая была открыта в августе 2012 года.

## Галерея

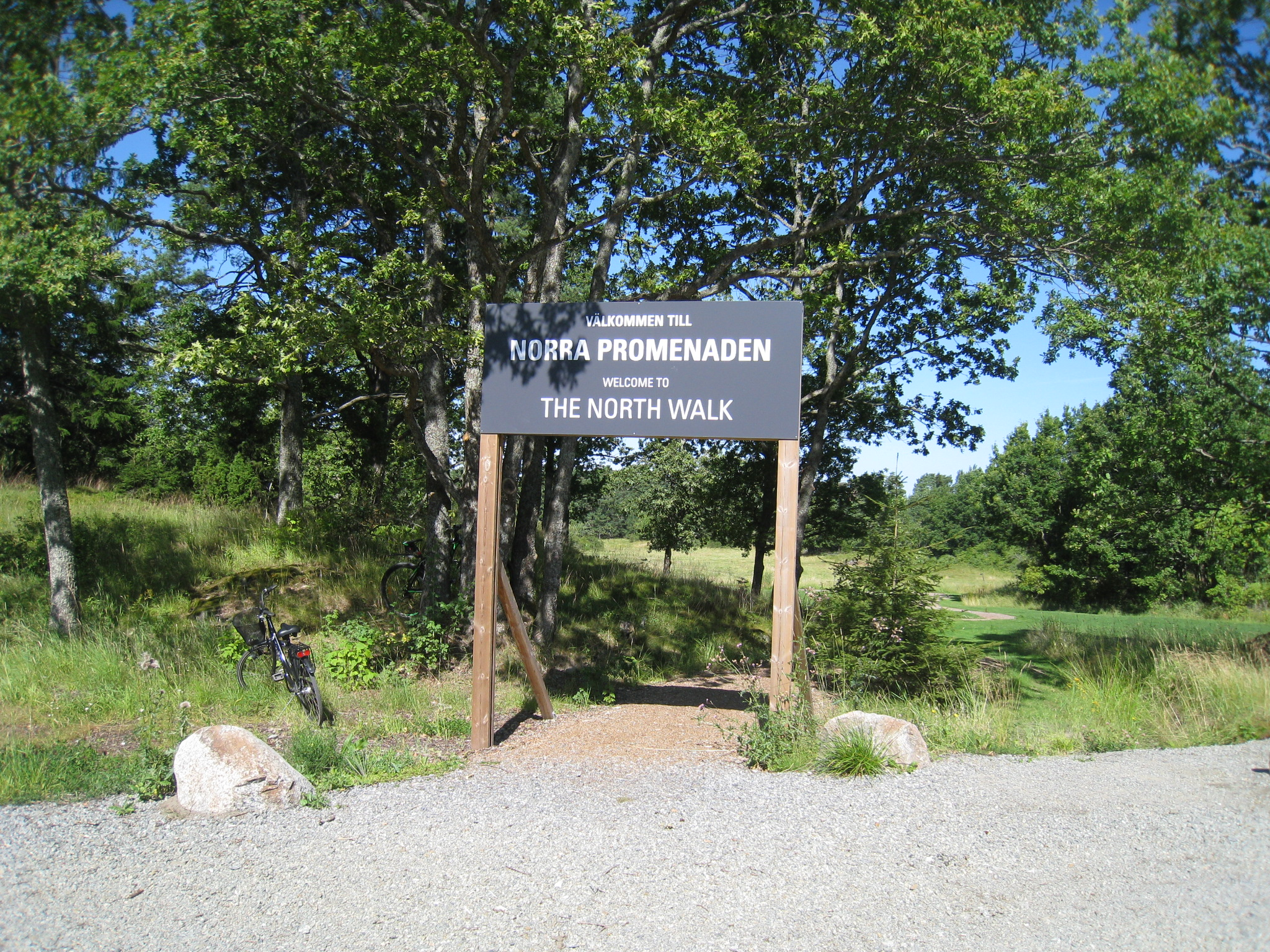
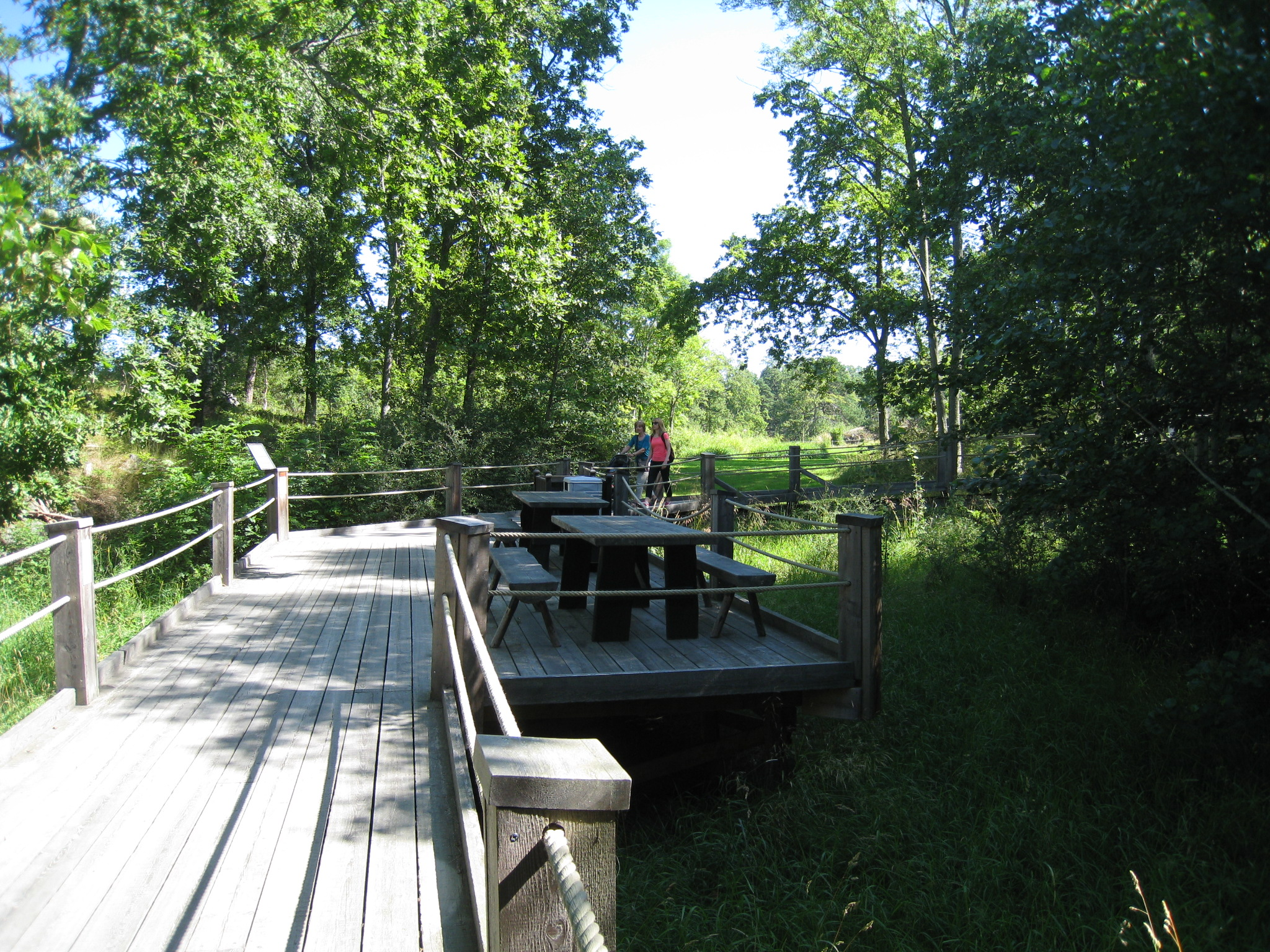
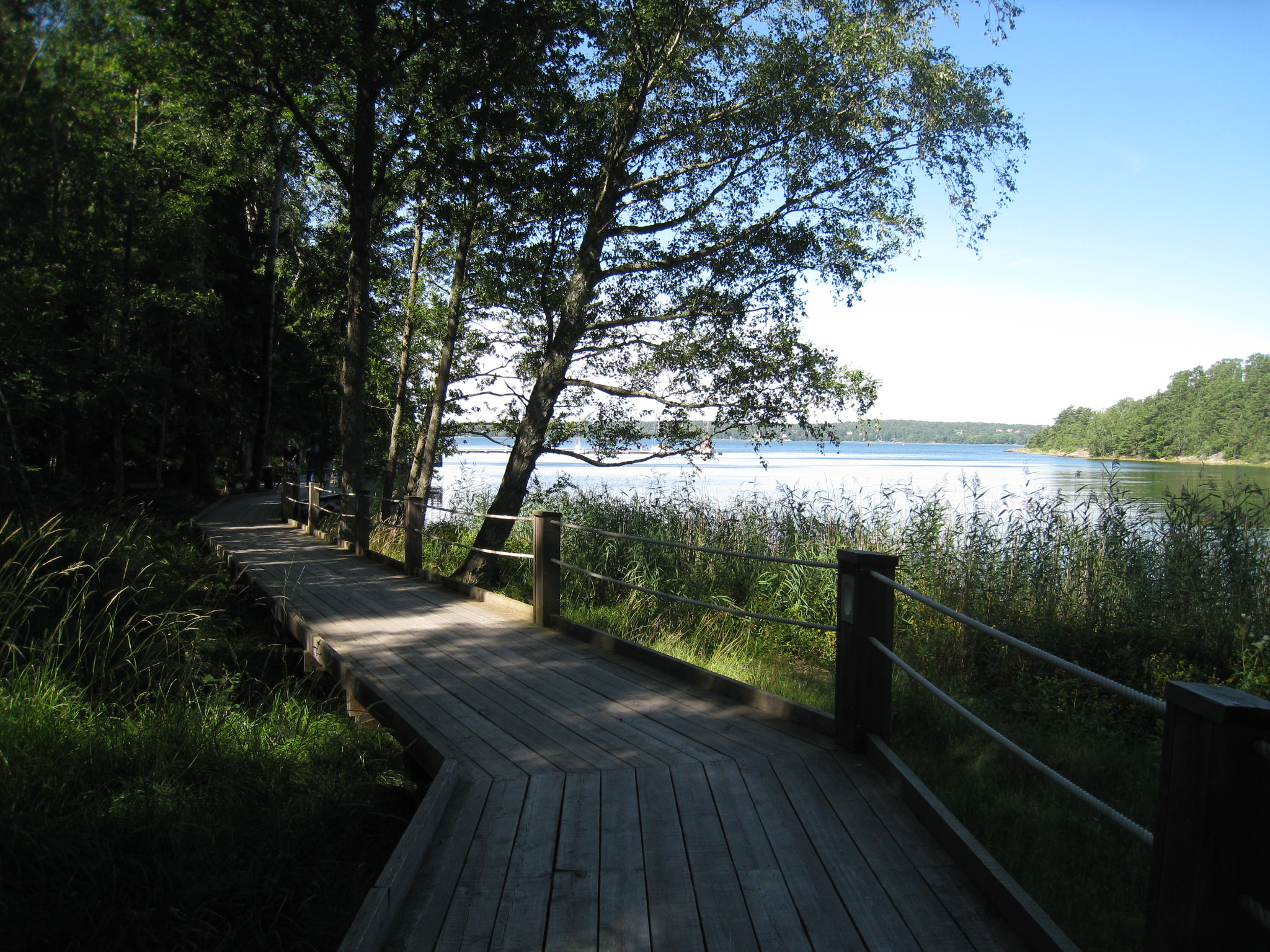
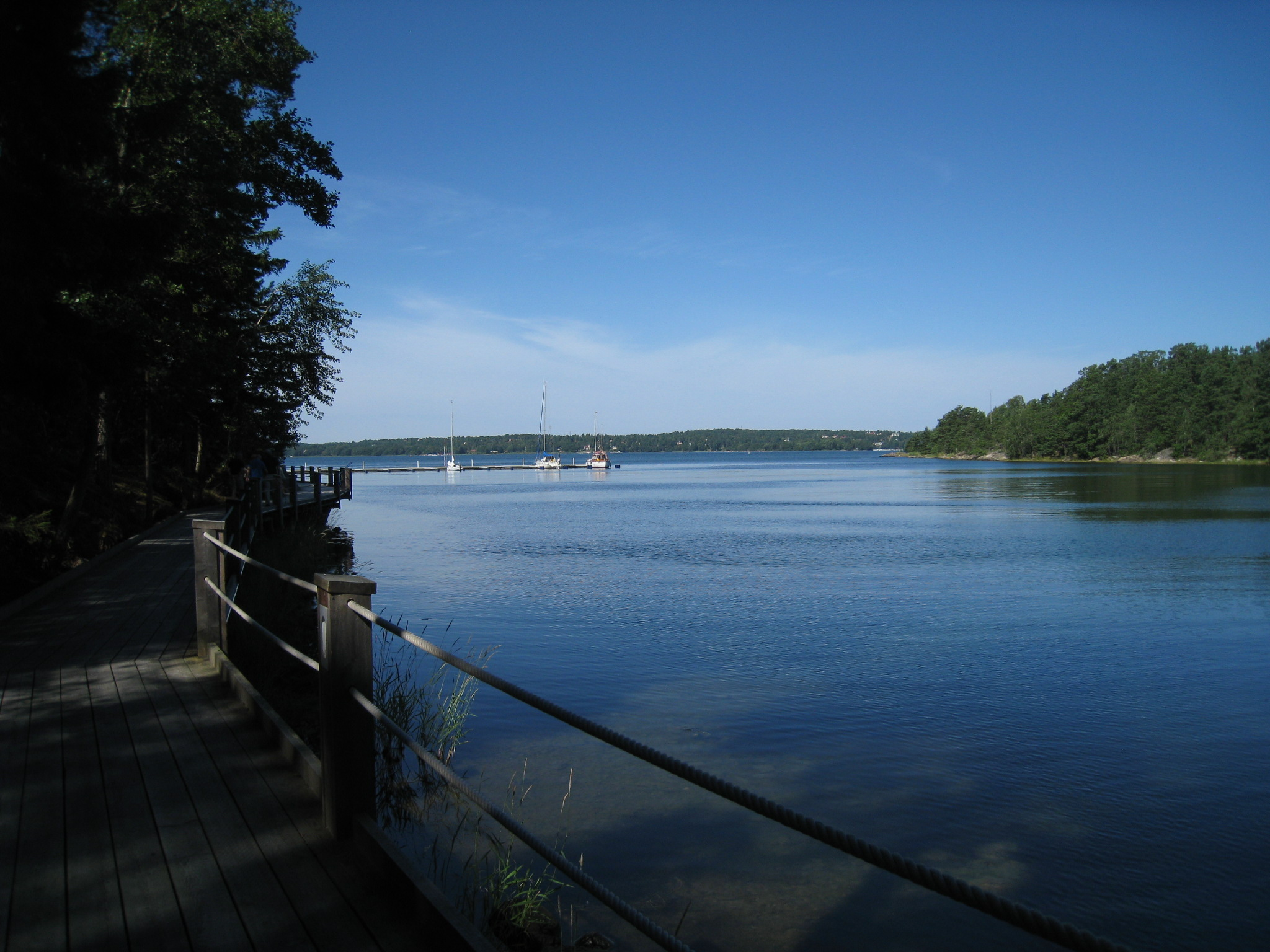